# Rimpar

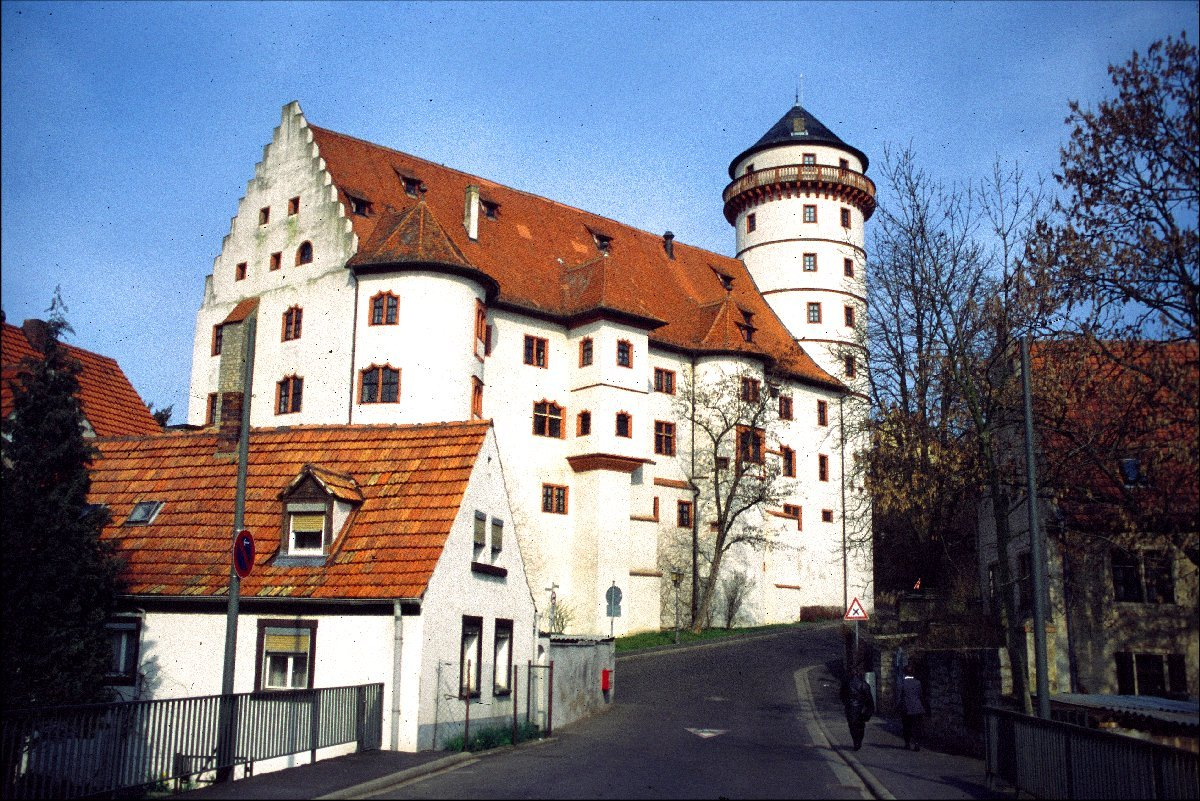
Rimpar
(castelul)

Rimpar este o comună-târg din districtul Würzburg, regiunea administrativă Franconia Inferioară, landul Bavaria, Germania, situată la 10 km nord de Würzburg.

## Istoric
Localitatea este atestată documentar din anul 1126.

## Personalități
- Frații Lehman, fondatorii băncii americane de investiții Lehman Brothers